# Trieces dentatus
Trieces dentatus är en stekelart som beskrevs av Henry Keith Townes, Jr. 1959. Trieces dentatus ingår i släktet Trieces och familjen brokparasitsteklar. Inga underarter finns listade i Catalogue of Life.